# Dobrinovo, Burgas
Dobrinovo (în bulgară Добриново) este un sat în comuna Karnobat, regiunea Burgas,  Bulgaria. 

## Demografie
Componența etnică a satului Dobrinovo
     Bulgari (97,03%)
     Nicio identificare (2,96%)
     Altele (0%)
La recensământul din 2011, populația satului Dobrinovo era de 135 locuitori. Din punct de vedere etnic, majoritatea locuitorilor (97,03%) erau bulgari. Pentru 2,96% din locuitori nu este cunoscută apartenența etnică.